# Парадан
Парадан или Паратан је била провинција Сасанидског царства. Била је састављена од  данашњег региона Белочистана, који је подељен између Ирана, Пакистана и Авганистана.